# Хородиште (Резинский район)
Хородиште (рум. Horodişte, Городище) — село в Резинском районе Молдавии. Является административным центром коммуны Хородиште, включающей также село Слобозия-Хородиште.

## География
Село расположено на высоте 144 метров над уровнем моря.

## Население
По данным переписи населения 2004 года, в селе Хородиште проживает 781 человек (374 мужчины, 407 женщин).
Этнический состав села:
| Национальность | Число жителей | Процентный состав |
| -------------- | ------------- | ----------------- |
| молдаване      | 774           | 99.1              |
| украинцы       | 3             | 0.38              |
| русские        | 2             | 0.26              |
| румыны         | 1             | 0.13              |
| прочие         | 1             | 0.13              |
| Всего          | 781           | 100%              |

## Известные уроженцы
- Стере, Константин Георгиевич (1865—1936) — молдавский и румынский писатель, публицист, политик и государственный деятель.